# Masuma Esmati Wardak
Masuma Esmati Wardak (Kabul, 1930 – 22 agosto 2016) è stata una scrittrice e politica afghana, una delle prime donne ad entrare nel parlamento afghano e a ricoprire il ruolo di ministro dell'Istruzione.

## Biografia
Nel 1953 si laureò al Kabul Women's College e conseguì una laurea in economia negli Stati Uniti nel 1958.
Nel 1959, lei e Kubra Noorzai divennero tra le prime donne ad apparire in pubblico in Afghanistan senza velo dopo che la regina Humaira Begum le aveva tolto il velo, sostenendo l'appello del primo ministro Mohammed Daoud Khan affinché le donne si togliessero volontariamente il velo.
Nel 1964 il re Mohammed Zahir Shah la nominò membro di un comitato consultivo che esaminò la bozza di costituzione del 1964, che garantiva alle donne il diritto di voto e di eleggibilità. Nel 1965 fu eletta per rappresentare Kandahar alla Camera del popolo del Parlamento e divenne una delle principali sostenitrici dei diritti delle donne. Fu l'unica delle quattro donne elette nel 1965 a candidarsi per la rielezione nel 1969, ma perse il seggio.
Nel 1987 divenne presidente dell'Afghan Women's Council.
Nel maggio 1990 fu nominata ministro dell'Istruzione e della Formazione nel governo di Mohammad Najibullah.

## Vita privata
Ha sposato Abdul Qayum Wardak, un ex ministro dell'Istruzione e professore alla Facoltà di Scienze dell'Università di Kabul.